# Gerri Lawlor
Gerri Lawlor (San Francisco, 16 maggio 1969 – San Francisco, 29 gennaio 2019) è stata un'attrice e doppiatrice statunitense.

## Carriera
Insieme a Marc Gimbel e Stephen Kearin, Gerri Lawlor ha co-creato il Simlish, una lingua artificiale utilizzata in The Sims, il gioco più venduto della storia per PC.
È la voce di un vasto numero di Sims in The Sims, The Sims Livin' Large, The Sims: House Party, The Sims Makin' Magic, The Sims 2, The Sims Life Stories, The Sims: Superstar, e SimCity 4.
Ha interpretato il ruolo della padrona "Vanna White" nel gioco 3DO "Twisted".
Nel documentario #BeRobin The Movie di Kurt Weitzmann del 2016, appare come se stessa
Nel 1999 ha recitato il ruolo di Elizabeth Goodman nel film comico distruttivo Suckerfish.  Era la voce di "The Bully" nel cortometraggio vincitore dell'Annie Award Hubert's Brain.
Nel tempo libero, Lawlor era una sostenitrice dei senzatetto. Nella campagna #BeRobin del 2014, ispirata a Robin Williams, si è esibita in improvvisazioni musicali e comiche per strada per raccogliere fondi per gli homeless insieme a Margaret Cho. Alcune di queste performance sono apparse nel documentario del 2016 #BeRobin The Movie di Kurt Weitzmann. 
È morta improvvisamente il 29 gennaio 2019 per cause imprecisate.
Il direttore audio Robi Kauker, alla notizia della sua morte, ha reso un sentito omaggio a Gerri Lawlor dal sito ufficiale di Electronic Arts, ricordandola come la prima doppiatrice di The Sims nonché uno dei principali motivi per cui il simlese continua a essere un fenomeno digitale così esilarante.

## Filmografia

### Attrice
- Suckerfish, regia di Brien Burroughs (1999)
- Security, regia di Brien Burroughs (2003)
- BeRobin the Movie, regia di Kurt Weitzmann (2015)
- Triple Trouble, regia di Homer Flynn, The Residents (2022)

### Doppiatrice
- Hubert's brain, cortometraggio regia di Phil Robinson, Gordon Clark (2001) - Bullo
- Orange #8, cortometraggio regia di Leonardo D'Antoni (2007) - Piffy
- Limbo, cortometraggio regia di Mitch Temple (2007) - Piffy

## Doppiaggio

### Videogiochi
- Twisted: The Game Show (1994)
- The Sims(2000)
- The Sims 2 (2004)
- The Sims 2: University(2005)
- SimCity 4 (2001)
- The Sims: Superstar (2003)
- SimCity 4: Rush Hour (2003)
- The Sims Makin' Magic (2003)
- The Sims 2: Open For Business (2006)
- The Sims 2: Pets (2006)
- Civilization Revolution (2007)
- Darkspore (2011)
- Civilization Revolution 2 (2014)